# Erika Gfrerer
Erika Gfrerer (verh. Whittaker; * 24. März 1962 in Villach, Kärnten) ist eine ehemalige österreichische Skirennläuferin.

## Biografie
Erika Gfrerer feierte zu Beginn der 1980er-Jahre ihre größten Erfolge. Sie gewann 1980 mit über 2 Sekunden Vorsprung den Junioreneuropameistertitel im Riesenslalom in  Madonna di Campiglio, Italien. Im selben Jahr gewann sie knapp 18-jährig auch die Europacup-Gesamtwertung sowie die Abfahrts- und Riesenslalomwertung. 1981 wurde sie Österreichische Meisterin im Riesenslalom und startete auch erfolgreich im Weltcup. Sie erreichte insgesamt vier Top-15-Plätze in drei Disziplinen (Abfahrt, Riesenslalom und Kombination). Ihr bestes Weltcupergebnis war der zehnte Platz in der Abfahrt des Goldschlüsselrennens in Schruns am 12. Jänner 1981. Erika Gfrerer war zwischen 1978 und 1982 Mitglied im ÖSV-Kader. Nach einigen Knieverletzungen und einem Knorpelschaden musste sie 1983 ihre Karriere beenden.
Auf ihren Reisen lernte sie ihren späteren Ehemann Peter Whittaker, Berufsbergführer und Leiter von Whittaker Mountaineering kennen und übersiedelte nach Washington, USA, an den Fuß des Mount Rainier. Mit ihrem Mann unternahm sie zahlreiche Gipfelbesteigungen auf allen sechs Kontinenten, unter anderem neun Besteigungen des Kilimandscharo. Von 1990 bis 1994 war sie zudem als Kinderrennlauf-Trainerin in den USA tätig. Sie lebt und arbeitet mit Ehemann Peter und ihren zwei Kindern in Ashford, Washington, USA.

## Erfolge

### Weltcup
- 4 Platzierungen unter den besten 15

### Europacup
- Saison 1979/80: 1. Gesamtwertung, 1. Abfahrtswertung, 1. Riesenslalomwertung
- Saison 1981/82: 3. Riesenslalomwertung
- 9 Podestplätze, davon 3 Siege:

| Saison  | Ort                     | Land             | Disziplin    |
| ------- | ----------------------- | ---------------- | ------------ |
| 1979/80 | Liberec                 | Tschechoslowakei | Riesenslalom |
| 1979/80 | Hinterstoder            | Österreich       | Kombination  |
| 1979/80 | Crans-Montana/Meiringen | Schweiz          | Kombination  |

### Junioreneuropameisterschaften
- Madonna di Campiglio 1980: 1. Riesenslalom, 3. Slalom, 9. Abfahrt

### Österreichische Meisterschaften
- Österreichische Meisterin im Riesenslalom und Vizemeisterin in der Kombination 1981